# Ken Kirzinger
Kenneth Kirzinger, detto Ken (Saskatchewan, 4 novembre 1959), è un attore e stuntman canadese.
È famoso principalmente per aver recitato nel film horror crossover Freddy vs. Jason, in cui interpretava il celebre serial killer Jason Voorhees, scavalcando il più famoso Kane Hodder, anch'egli interessato alla parte. In passato ha fatto da stuntman tra l'altro anche nel film Venerdì 13 parte VIII - Incubo a Manhattan.

## Filmografia parziale

### Cinema
- Freddy vs. Jason, regia di Ronny Yu (2003) – Jason Voorhees
- Horror Movie (Stan Helsing), regia di Bo Zenga (2009)
- Radio Killer 3 - La corsa continua (Joy Ride 3: Roadkill), regia di Declan O'Brien (2014)
- Nemesi (The Assignment), regia di Walter Hill (2016)

### Televisione
- X-Files (The X-Files) – serie TV, episodio 1x08 (1993)
- Angeli alla meta (Angels in the Endzone) – film TV, regia di Gary Nadeau (1997)
- Dark Angel – serie TV, episodio 2x03 (2001)
- Smallville – serie TV, episodio 6x11 (2007)

## Doppiatori italiani
Nelle versioni in italiano delle opere in cui ha recitato, Ken Kirzinger è stato doppiato da:
- Roberto Fidecaro in Psych (ep. 7x12), Nemesi
- Maurizio Romano in X-Files
- Massimo De Ambrosis in Horror Movie
- Enzo Avolio in Supernatural
- Fabrizio Russotto in Smallville (ep. 10x16)